# Municipio de Charlotte (Misuri)
El municipio de Charlotte (en inglés: Charlotte Township) es un municipio ubicado en el condado de Bates en el estado estadounidense de Misuri. En el año 2010 tenía una población de 357 habitantes y una densidad poblacional de 3,84 personas por km².

## Geografía
El municipio de Charlotte se encuentra ubicado en las coordenadas 38°15′42″N 94°27′18″O / 38.26167, -94.45500. Según la Oficina del Censo de los Estados Unidos, el municipio tiene una superficie total de 93.03 km², de la cual 92,35 km² corresponden a tierra firme y (0,73 %) 0,68 km² es agua.

## Demografía
Según el censo de 2010, había 357 personas residiendo en el municipio de Charlotte. La densidad de población era de 3,84 hab./km². De los 357 habitantes, el municipio de Charlotte estaba compuesto por el 97,48 % blancos, el 1,4 % eran amerindios, el 0,28 % eran de otras razas y el 0,84 % eran de una mezcla de razas. Del total de la población el 1,12 % eran hispanos o latinos de cualquier raza.